# Windenergieanlagen Neuss-Hoisten
Die Windenergieanlagen Neuss-Hoisten befinden sich bei Hoisten im Süden des Stadtgebietes von Neuss. Die Windkraft-Konzentrationszone liegt am äußersten Rand des Stadtgebietes an der Grenze zu Grevenbroich.

## Geschichte
Die ersten Berechnungen zur Findung eines geeigneten Standorts begannen im Jahr 2011. Im Juni 2012 wurden erste Vorverträge zur Sicherung der Grundstücke zwischen den Stadtwerken Neuss und den beteiligten Landwirten abgeschlossen. Im September 2012 wurde die Planung zur Errichtung von zwei Windenergieanlagen durch den Aufsichtsrat der Stadtwerke Neuss in Auftrag gegeben. Die Genehmigungsplanung wurde Ende 2013 bei der zuständigen Behörde eingereicht. Im Januar 2015 erteilte der Rhein-Kreis Neuss die Genehmigung der Anlagen. Im Juli 2016 wurde die Errichtung durch den Aufsichtsrat der Stadtwerke Neuss offiziell beschlossen.
Die beiden Windenergieanlagen wurden im Herbst 2016 vom beauftragten Generalunternehmer, der Enova Energiesysteme GmbH & Co. KG im Auftrag der Stadtwerke Neuss errichtet und gingen im Dezember 2016 ans Netz. Es handelt sich um zwei Enercon E-82 mit jeweils 2,3 MW Leistung, mit denen jährlich insgesamt 9,5 GWh erzeugt werden sollen. Enova übernimmt auch die technische Betriebsführung der Anlagen. Als ökologische Ausgleichspflanzung wurde eine ca. drei Hektar große Streuobstwiese angelegt. 
Während der Genehmigungs- und Bauphase gingen mehrere Klagen gegen den Bau der Windenergieanlagen ein. Im Frühjahr 2018 wurde der letzte Kläger im Rahmen eines Vergleichs für den Verzicht auf weitere rechtliche Schritte entschädigt.
Die Gesamtkosten des Projekts belaufen sich auf 7,2 Millionen Euro. Zur Finanzierung der Anlagen konnten Neusser Bürger zu Beginn des Jahres 2017 Anteile an einem Sparbrief Windenergie der Volksbank Düsseldorf-Neuss erwerben. Der Sparbrief hat eine Laufzeit von fünf Jahren und ein maximales Volumen von 2 Millionen Euro.

## Technik
Insgesamt haben die zwei Windenergieanlagen eine installierte Leistung von 4,6 MW.

### Verwendete Anlagentypen
| Baujahr | Anzahl | Typ          | Betreiber             | Nabenhöhe            | Rotordurchmesser | Leistung pro Anlage |
| ------- | ------ | ------------ | --------------------- | -------------------- | ---------------- | ------------------- |
| 2016    | 2      | Enercon E-82 | Stadtwerke Neuss GmbH | 138,4 m bzw. 108,4 m | 82 m             | 2,3 MW              |